# Ann-Christin Strack
Ann-Christin Strack (née le 20 décembre 1993 est une bobeuse allemande.

## Palmarès

### Championnats monde
- : médaillé d'argent en bob à 2 aux championnats monde de 2019 et 2021.

### Coupe du monde
- 10 podiums  : 
  - en bob à 2 : 3 victoires, 3 deuxièmes places et 4 troisièmes places.

#### Détails des victoires
| Édition   | Monobob | Bob à 2              | Total |
| 2018-2019 |         | Winterberg Innsbruck | 2     |
| 2020-2021 |         | Königssee            | 1     |